# Rudolph Lambart, 10. Earl of Cavan

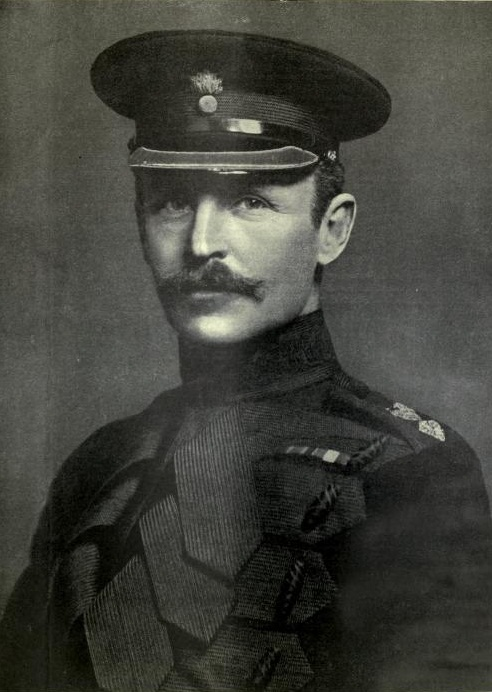
Der Earl of Cavan, 1915

Frederick Rudolph Lambart, 10. Earl of Cavan KP, GCMG, GCVO, KCB, ADC (* 16. Oktober 1865 in Ayot Saint Lawrence, Hertfordshire; † 28. August 1946 in London) war ein britischer Feldmarschall.
Lord Cavan war während des Ersten Weltkriegs Kommandeur verschiedener Verbände an der Westfront und später Oberbefehlshaber der britischen Armee in Italien. Er zählt – obwohl zu Beginn des Krieges eigentlich schon im Ruhestand – zu den erfolgreichsten britischen Truppenführern des Weltkrieges. Nach dem Krieg war er von 1922 bis 1926 Chef des Imperialen Generalstabes.

## Leben

General Earl Cavan, Ausschnitt aus dem Gemälde General Officers of World War I von John Singer Sargent

Frederick Lambart wurde am 16. Oktober 1865 in Ayot St Lawrence, Hertfordshire, als Sohn des Frederick Edward Gould Lambart, Viscount Kilcoursie, des späteren 9. Earl of Cavan, und der Mary Sneade Olive geboren. Er wurde zunächst durch Hauslehrer erzogen, besuchte dann Mr Cornish's School in Clevedon, Somerset und danach das Eton College. Nach dem Abschluss des Royal Military College in Sandhurst 1885 trat er als Lieutenant der Grenadier Guards in die Britische Armee ein.
Von 1887 bis 1900 führte er als Heir apparent seines Vaters den Höflichkeitstitel Viscount Kilcoursie. Beim Tod seines Vaters erbte er 1900 dessen irische Adelstitel als 6. Earl of Cavan, 6. Viscount Kilcoursie und 7. Baron Lambart.

### Militärische Karriere vor dem Ersten Weltkrieg
Lambart diente in London und in Dublin, bis er 1891 als Adjutant des Generalgouverneurs, Lord Stanley, nach Kanada ging. 1893 kehrte er zu seinem Regiment ins Vereinigte Königreich zurück, wurde 1897 zum Captain befördert und gab 1900 seine Stelle als Regimentsadjutant auf, um im Burenkrieg eine Kompanie zu führen. Er wurde 1904 Adjutant, 1906 stellvertretender Kommandeur und von 1908 bis 1912 Kommandeur des 1. Bataillons. 1902 war er zum Major, 1908 zum Lieutenant-Colonel und 1911 zum Colonel befördert worden. 1913 nahm er vorzeitig seinen Abschied aus dem aktiven Dienst, um sich nur noch der Verwaltung seiner Güter bei Wheathampstead in Hertfordshire zu widmen.

### Erster Weltkrieg
Nach Ausbruch des Krieges 1914 wurde Lord Cavan reaktiviert und erhielt zunächst das Kommando über die 2. Brigade der 1st (London) Division im Territorialheer. Kurz darauf wurde er als Nachfolger des verwundeten Robert Scott-Kerr, Kommandeur der 4th (Guards) Brigade, nach Frankreich gesandt und zum Temporary Brigadier-General ernannt. Er führte ab Juni 1915 die 50th (Northumbrian) Division, ab August 1915 die neu aufgestellte Guards Division und ab Januar 1916 das ebenfalls neu aufgestellte XIV Corps. Mit letzterem nahm er an der Schlacht an der Somme 1916 und der Dritten Flandernschlacht 1917 teil. 1915 wurde er zum Major-General und 1917 zum Lieutenant-General befördert. Mit dem XIV. Korps erwarb er sich den Ruf als erfolgreichster britischer Korpskommandeur der Westfront.
Im November 1917 wurde Cavans umstrukturiertes XIV. Korps, nachdem die italienische Regierung infolge des Desasters der Zwölften Isonzoschlacht um militärische Unterstützung ersucht hatte, als erster britischer Verband auf den italienischen Kriegsschauplatz verlegt. Nach Plumers Rückkehr nach Frankreich nahm Cavan 1918 dessen Stelle als Oberkommandierender der britischen Streitkräfte in Italien ein. Später im Jahr erhielt er das Kommando über die italienische 10. Armee, mit der er in der Zweiten und Dritten Piaveschlacht kämpfte. In letzterer, der Schlacht von Vittorio Veneto, der letzten Schlacht in Italien, in der die österreich-ungarische Armee endgültig geschlagen wurde, hatte er einen entscheidenden Anteil am Sieg der Alliierten.

### Nach dem Krieg
Nach dem Krieg war Lord Cavan Lieutenant of the Tower of London und von 1920 bis 1922 Kommandierender General des Aldershot Command. 1921 nahm er als militärischer Berater Arthur Balfours an der Washingtoner Flottenkonferenz teil und folgte im Februar 1922 Sir Henry Wilson als Chef des Imperialen Generalstabes (CIGS). Nach vier Jahren in dieser Stellung schied Cavan 1926 aus dem aktiven Dienst aus.
Nach seiner Zurruhesetzung begleitete er 1927 mit seiner zweiten Frau, Lady Hester Joan Mulholland, Tochter von Francis Byng, 5. Earl of Strafford, Witwe des Hon. Andrew Mulholland, – seine erste Frau Caroline Inez Crawley war 1920 gestorben –, den Duke of York und dessen Gattin auf einer Weltreise und war von 1929 bis 1931 Captain des Honourable Corps of Gentlemen at Arms. 1932 wurde er zum Feldmarschall ernannt, unternahm 1934 eine Reise durch Indien und kommandierte 1937 bei den Feierlichkeiten zur Krönung Georgs VI. die Militärparade. Seit 1925 war er Colonel der Irish Guards.
Frederick Lambart, 10. Earl of Cavan, starb am 28. August 1946 in London. Aus seiner zweiten Ehe hinterließ er zwei Töchter. Seine Adelstitel fielen an seinen jüngsten Bruder Horace Lambart.

## House of Lords
Lord Cavan hatte seit dem 24. September 1915 als einer der 28 irischen Representative Peers und Nachfolger von Francis Needham, 3. Earl of Kilmorey bis zu seinem Tod einen Sitz im britischen Oberhaus (House of Lords). Er war einer der letzten irischen Representative Peers im britischen Parlament.

## Orden und Ehrenzeichen
- 1910: Member des Royal Victorian Order (MVO)
- 1915: Companion des Order of the Bath (CB)
- 1916: Knight Companion des Order of Saint Patrick (KP)
- 1917: Knight Commander des Order of the Bath (KCB)
- 1919: Knight Grand Cross des Order of St. Michael and St. George (GCMG)
- 1922: Knight Crand Cross des Royal Victorian Order (GCVO)
- 1927: Knight Grand Cross des Order of the British Empire (GBE)